# Esparza de Salazar
Esparza de Salazar (o Espartza Zaraitzu in basco) è un comune spagnolo di 103 abitanti situato nella comunità autonoma della Navarra.